# Wereldkampioenschappen schoonspringen 2019 – eenmeterplank mannen
Het schoonspringen vanaf de eenmeterplank voor mannen tijdens de wereldkampioenschappen schoonspringen 2019 vond plaats op 12 en 14 juli 2019 in het Nambu University Municipal Aquatics Center in Gwangju.

## Uitslag
Finalisten zijn de eerste 12 genoemde deelnemers, aangegeven met groen.
| Rang   | Naam                  | Land                   | Voorronde | Voorronde | Finale        | Finale        |
| Rang   | Naam                  | Land                   | Punten    | Rang      | Punten        | Rang          |
| ------ | --------------------- | ---------------------- | --------- | --------- | ------------- | ------------- |
| Goud   | Wang Zongyuan         | China                  | 429.40    | 1         | 440.25        | 1             |
| Zilver | Rommel Pacheco        | Mexico                 | 390.40    | 4         | 420.15        | 2             |
| Brons  | Peng Jianfeng         | China                  | 410.80    | 2         | 415.00        | 3             |
| 4      | Woo Ha-ram            | Zuid-Korea             | 396.10    | 3         | 406.15        | 4             |
| 5      | Patrick Hausding      | Duitsland              | 357.20    | 9         | 405.05        | 5             |
| 6      | Briadam Herrera       | Verenigde Staten       | 365.25    | 6         | 399.90        | 6             |
| 7      | Oleg Kolodij          | Oekraïne               | 370.40    | 5         | 396.40        | 7             |
| 8      | Kacper Lesiak         | Polen                  | 358.70    | 7         | 380.05        | 8             |
| 9      | James Heatly          | Verenigd Koninkrijk    | 355.35    | 10        | 372.15        | 9             |
| 10     | Yona Knight-Wisdom    | Jamaica                | 354.30    | 11        | 371.90        | 10            |
| 11     | Rafael Quintero       | Puerto Rico            | 352.00    | 12        | 360.80        | 11            |
| 12     | Giovanni Tocci        | Italië                 | 357.50    | 8         | 344.25        | 12            |
| 13     | Kim Yeong-nam         | Zuid-Korea             | 349.10    | 13        | Uitgeschakeld | Uitgeschakeld |
| 14     | Jonathan Suckow       | Zwitserland            | 346.60    | 14        | Uitgeschakeld | Uitgeschakeld |
| 15     | Li Shixin             | Australië              | 338.60    | 15        | Uitgeschakeld | Uitgeschakeld |
| 16     | Gwendal Bisch         | Frankrijk              | 331.35    | 16        | Uitgeschakeld | Uitgeschakeld |
| 17     | Mike Hixon            | Verenigde Staten       | 330.00    | 17        | Uitgeschakeld | Uitgeschakeld |
| 18     | Daniel Restrepo       | Colombia               | 328.05    | 18        | Uitgeschakeld | Uitgeschakeld |
| 19     | Nicolás García        | Spanje                 | 327.50    | 19        | Uitgeschakeld | Uitgeschakeld |
| 20     | Vinko Paradzik        | Zweden                 | 326.40    | 20        | Uitgeschakeld | Uitgeschakeld |
| 21     | Jahir Ocampo          | Mexico                 | 324.30    | 21        | Uitgeschakeld | Uitgeschakeld |
| 22     | Kawan Pereira         | Brazilië               | 323.40    | 22        | Uitgeschakeld | Uitgeschakeld |
| 23     | Ross Haslam           | Verenigd Koninkrijk    | 322.90    | 23        | Uitgeschakeld | Uitgeschakeld |
| 24     | Kevin Chávez          | Australië              | 322.25    | 24        | Uitgeschakeld | Uitgeschakeld |
| 24     | Adrián Abadía         | Spanje                 | 322.25    | 24        | Uitgeschakeld | Uitgeschakeld |
| 26     | Lorenzo Marsaglia     | Italië                 | 320.45    | 26        | Uitgeschakeld | Uitgeschakeld |
| 27     | Oliver Dingley        | Ierland                | 314.40    | 27        | Uitgeschakeld | Uitgeschakeld |
| 28     | Simon Rieckhoff       | Zwitserland            | 314.25    | 28        | Uitgeschakeld | Uitgeschakeld |
| 29     | Sergey Nazin          | Rusland                | 303.45    | 29        | Uitgeschakeld | Uitgeschakeld |
| 30     | Andrzej Rzeszutek     | Polen                  | 296.25    | 30        | Uitgeschakeld | Uitgeschakeld |
| 31     | Sebastián Morales     | Colombia               | 295.10    | 31        | Uitgeschakeld | Uitgeschakeld |
| 32     | Alexis Jandard        | Frankrijk              | 292.15    | 32        | Uitgeschakeld | Uitgeschakeld |
| 33     | Muhammad Puteh        | Maleisië               | 283.20    | 33        | Uitgeschakeld | Uitgeschakeld |
| 34     | Frithjof Seidel       | Duitsland              | 277.80    | 34        | Uitgeschakeld | Uitgeschakeld |
| 35     | Stanislav Olifertsjyk | Oekraïne               | 274.05    | 35        | Uitgeschakeld | Uitgeschakeld |
| 36     | Sulaiman Al-Sabe      | Koeweit                | 273.90    | 36        | Uitgeschakeld | Uitgeschakeld |
| 37     | Luis Moura            | Brazilië               | 264.45    | 37        | Uitgeschakeld | Uitgeschakeld |
| 38     | Frandiel Gómez        | Dominicaanse Republiek | 258.90    | 38        | Uitgeschakeld | Uitgeschakeld |
| 39     | Ammar Hassan          | Egypte                 | 253.65    | 39        | Uitgeschakeld | Uitgeschakeld |
| 40     | Angello Alcebo        | Cuba                   | 241.65    | 40        | Uitgeschakeld | Uitgeschakeld |
| 41     | Diego Carquin         | Chili                  | 241.00    | 41        | Uitgeschakeld | Uitgeschakeld |
| 42     | Juraj Melša           | Kroatië                | 231.60    | 42        | Uitgeschakeld | Uitgeschakeld |
| 43     | Hasan Qali            | Koeweit                | 207.35    | 43        | Uitgeschakeld | Uitgeschakeld |
| 44     | Rungsiman Yanmongkon  | Thailand               | 141.25    | 44        | Uitgeschakeld | Uitgeschakeld |